# Ричков Петро Іванович
Петро́ Іва́нович Ричко́в (*1 жовтня 1712 — †15 жовтня 1777) — етнограф, географ, економіст, історик, дослідник походження мордовського народу.

## Життєпис
Член-кореспондент Санкт-Петербурзької Академії наук (1759), Вільного економічного товариства (1765). Автор праць з географії, економіки, геології, біології. Росіянин за походженням.
Історичні праці Ричкова присвячені проблемам археології, етнографії, економіки народів Поволжя, Уралу, російській колонізації краю.
У праці «Топографія Оренбурзької губернії» (1762) містяться вказівки на міграції мордви до Південного Приуралля, полеміка з авторами, які відносили мордву до татар. Він звернув увагу на розподіл мордовського населення на 2 субетноси — мокшу та ерзю.
Оригінальні спостереження Ричкова стосуються багатьох боків духовної (релігійний світогляд) та матеріальної культури, економічного стану мордви Уфімської й Ісетської провінцій Оренбурзької губернії.
Цікаві думки Ричков висловлював з приводу етнокультурних зв'язків мордви та інших народів.

## Праці
- Опыт Казанской истории древних и средних веков. — СПб., 1767
- Введение к Астраханской топографии. — М., 1774